# Bleacher Report
Bleacher Report est un site web d'actualité sportive basé à San Francisco. Les fondateurs du site sont Dave Finocchio, Zander Freund, Bryan Goldberg, Dave Nemetz. Le site a été lancé en février 2008. 
Depuis 2010, le PDG de Bleacher Report est Brian Grey, anciennement de Fox Sports. Le site référencie différents médias tels CBS Sports, San Francisco Chronicle, Houston Chronicle, San Antonio Express-News et Seattle Post-Intelligencer. Il offre du contenu en syndication à CBS Sports, au USA Today, au Los Angeles Times, au Daily Telegraph et à NHL.com. Avec plus de 500 articles sur le sport publiés quotidiennement, Bleacher Report attire 16 millions de visiteurs uniques par mois et est le 4e site web sportif le plus lu aux États-Unis.
Le nom du site se traduit littéralement par « reportage des estrades », le mot anglais bleacher référant aux estrades populaires désignant les gradins communs aux terrains de baseball et de football américain.